# Me declaro culpable
 (срп. Крива сам) мексичка је теленовела, продукцијске куће Телевиса, снимана током 2017.

## Синопсис
Франко Урсуа је успешан адвокат блиставе каријере. Ожењен је Робертом, богатом лепотицом која од детињства пати од биполарног поремећаја. Њих двоје имају кћерку Наталију, која је највећи очев понос. Упркос новцу, слави и успесима, Франков живот је празан — брак са Робертом претворио се у навику, љубав се одавно угасила, али адвокат ни не помишља на развод, прво због кћерке, а онда и због таста, у чијој је адвокатској канцеларији запослен и кога веома цени. Франков живот мења се из корена када упозна Албу Гарсију, жену која је искључила апарате који су њеног супруга, тешког болесника на самрти, одржавали у животу. Иако је то учинила на његов захтев, тај поступак коштаће је слободе.
Очајна јер не виђа сина Сантијага, Алба преклиње Франка да јој помогне. Њега дубоко погађа њена животна прича, узима ствари у своје руке и успева да јој обезбеди условну слободу. Када изађе из затвора, Алба покушава да поврати сина, који сада живи са њеном заовом Ингрид. Она мрзи Албу јер јој је убила брата. Док пожртвована мајка на све начине покушава да се приближи сину, Ингрид се туди да је осујети намере, чак успева да издејствује и забрану приласка која законски спречава Албу да приђе Сантијагу. Међутим, уз Франкову помоћ, Алба успева да се извуче из свих Ингридиних сплетки и поново се среће са сином. Како време пролази, Алба и Франко се заљубљују једно у друго, али Роберта није спремна да изгуби мужа, те ће учинити све да га задржи крај себе.
Са друге стране, пратимо причу добродушне Наталије, Франкове и Робертине кћерке, која је у вези са Хулијаном. Међутим, он је са њом само из користи. Наталијин живот мења се из корена након што колима удари младића. Жели да сноси последице и исприча оцу шта се догодило, али Хулијан и Роберта успевају да је одговоре од тога, убеђујући је да ће се Франко разочарати у њу. Уплашена, она ћути и живи прогоњена кривицом, не знајући да је Паоло, младић у инвалидским колицима у кога се заљубљује, заправо исти онај кога је ударила. Док се Франко бори за Албину љубав, Паоло и Наталија се заљубљују једно у друго, а сви ликови показују да је свако сам крив за своје поступке и, на крају, за своју судбину.

### Главне улоге
| Глумац:          | Улога:             |
| ---------------- | ------------------ |
| Мајрин Виљануева | Алба Кастиљо Тељез |
| Хуан Солер       | Франко Урсуа Лара  |
| Данијела Кастро  | Роберта Монрој     |

### Споредне улоге
| Глумац:                 | Улога:                  |
| ----------------------- | ----------------------- |
| Ирина Баева             | Наталија Урсуа          |
| Хуан Дијего Коварубијас | Паоло Лејва             |
| Педро Морено            | Хулијан                 |
| Сабине Мусије           | Ингрид Дуењас           |
| Енрике Роча             | Мауро Монрој            |
| Алехандро Авила         | Гаел                    |
| Лисет                   | Бјанка Олмедо           |
| Рамиро Фумазони         | Тицијано                |
| Алехандра Гарсија       | Катја Ромо              |
| Маргарита Магања        | Хулијета                |
| Амаирани                | Лусијана                |
| Арлет Пачеко            | Енрикета Кета           |
| Алехандро Арагон        | Раул                    |
| Рикардо Вера            | др. Мендизбал           |
| Маријано Паласиос       | Данте                   |
| Рамзес Алеман           | Емануел                 |
| Бибелот Мансур          | Селија                  |
| Аманда Либертад         | Олга                    |
| Микел Матеос            | Габријел Дуењас Кастиљо |
| Кристијан Вега          | Педро                   |
| Марко Мендез            | Хавијер Дуењас Лопез    |
| Мишел Ороско            | Валентина               |
| Алваро де Силва         | Томас                   |
| Фернанда Визует         | Лорена                  |
| Рут Росас               | Рекласа                 |
| Ана Паула Мартинез      | Роберта (као девојчица) |